# Архыз (станция оптических наблюдений)
Ста́нция опти́ческих наблюде́ний «Архы́з» (СОН «Архыз»; также станция оптического слежения «Космотэн») — станция оптических наблюдений искусственных спутников Земли, принадлежащая Научно-производственной корпорации «Системы прецизионного приборостроения» и основанная в 1997 году рядом с САО РАН в Зеленчукском районе Карачаево-Черкесии.
Официальное название — Филиал «Станция оптических наблюдений Архыз» АО «Научно-производственная корпорация „Системы прецизионного приборостроения“».
Осуществляет натурную отработку оптико-лазерных средств наблюдений за искусственными космическими объектами и получение высокоточных траекторных измерений.

## Инструменты станции
- Широкопольная камера WFOC (Fast Variability Optical Registrator) — широкоугольная телевизионная ПЗС-камера FAVOR (D=150 мм, F=180 мм, поле зрения 16×22°, 90 ″/пикс., время экспозиции одного кадра — 0,12 с, предельная звездная величина около 10,5 в полосе V при отношении сигнала к шуму 5, работает с октября 2003 года, разработан совместно САО, Космотен и ИКИ)[2]
- Телескоп Zeiss-600 M
- Квантово-оптическая система «Сажень-ТМ» — 25-сантиметровый лазерный локатор
- Телескоп АТТ-600 (в стадии создания[когда?])
- ММТ — многоканальный мониторинговый телескоп[3]

## Направления исследований
- Оптическая астрометрия ИСЗ
- Космический мусор
- Лазерная локация ИСЗ
- Поиск послесвечения гамма-всплесков
- Метеорная активность
- Метеороиды (инасаны)
- Околоземные объекты естественного происхождения

### Основные достижения
- На базе станции была организована первая в России любительская обсерватория Старлаб, которая смогла получить код Центра малых планет.
- На Zeiss-600 используется ПЗС-камера телевизионного типа со сложением серии кадров, что позволяет наблюдать фрагменты до 18,5 звездных величин[4]

## Руководители
- Сергей Фёдорович Бондарь
- Евгений Александрович Иванов